# آمریکوس (کانزاس)
آمریکوس (به انگلیسی: Americus) شهری در ایالت کانزاس کشور ایالات متحده آمریکا است که جمعیت آن در سرشماری سال ۲۰۱۰ میلادی، ۸۹۴ نفر بوده‌است.